# 王文升
王文升（1953年—），山东曹县人，汉族，中华人民共和国政治人物、第十一届全国人民代表大会山东地区代表。

## 生平
毕业于中央党校在职研究生班法学理论专业，是中共党员。担任山东省人大常委会秘书长。2008年起担任全国人大代表。